# 니콜 파시냔

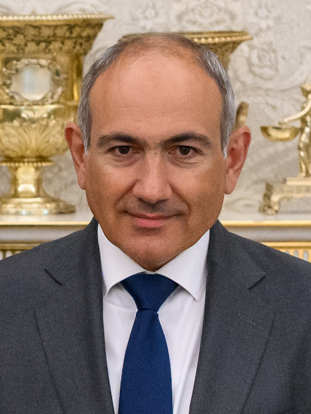
니콜 파시냔 총리 (2025)

니콜 파시냔(아르메니아어: Նիկոլ Վովայի Փաշինյան, 1975년 6월 1일 ~ )은 2018년 5월 8일부터 아르메니아의 총리를 맡고 있는 아르메니아의 정치인이다.
직업이 언론인인 파시냔은 1998년에 자신의 신문을 창간했지만, 1년 후 문을 닫았다. 파시냔은 당시 국가안보부 장관이었던 세르지 사르키샨의 명예를 훼손했다는 이유로 아르메니아 법정에서 1년형을 선고받았다. 1999년부터 2012년까지는 신문 하이카칸 자마나크 (아르메니아어: Հայկական Ժամանակ, "아르메니아 타임스")를 편집하였다. 아르메니아의 초대 대통령 레본 테르페트로샨에게 호의를 보였으며, 로베르트 코차랸 제2대 아르메니아 대통령, 세르지 사르키샨 국방장관, 이들의 동맹 올리가르히들에게 매우 비판적이었다. 파시냔은 2007년 총선에서 소수 야당을 이끌며 1.3%의 득표율을 얻었다.
파시냔은 2008년 대선 이전에 정계에 복귀한 테르페트로샨의 노골적인 지지자였으며, 2008년 대선에선 투표 조작과 폭력이 만연한 상황 속에서 세르지 사르키샨에 패했다. 화끈한 연설로 유명한 파시냔은 2008년 3월 1일 정부군의 강경 진압으로 10명이 사망한 2008년 아르메니아 대통령 선거 시위에서 중요한 역할을 했다. "대규모 무질서 조직"으로 비난을 당한 파시냔은 2009년 중반까지 숨어 있었다. 파시냔은 아르메니아 법정에서 논란의 여지가 있는 7년형을 선고받았다. 2011년 5월 일반 사면의 일환으로 석방되었으며, 2012년에는 테르페트로샨의 광범위한 야당 연립인 아르메니아 국민회의에서 의회 의원으로 선출되었다.
파시냔은 정치적인 이유로 테르페트로샨과 결별하여 정당 시민 계약이라는 정당을 창당했다. 파시냔은 다른 두 야당과 함께 출구 연맹을 구성하여 2017년 총선에서 거의 8%의 득표율을 얻었다. 파시냔은 2018년 아르메니아 혁명을 주도해 세르지 사르키샨 총리와 그의 정부를 물러나게 하였다. 2018년 5월 1일, 의회에서 총리가 되는 데 충분한 득표율을 얻는데 실패했지만, 5월 8일에 열린 두 번째 투표에서 충분한 득표율을 얻는데 성공하면서 아르메니아 총리로 선출되었다.  파시냔 치하에서 아르메니아는 민주주의, 언론의 자유, 부패 근절 면에서 크게 개선된 모습을 보였다.  또한 아르메니아 경제는 포스트 소비에트 공간에서 가장 빠르게 성장하는 경제로 크게 성장했다.
파시냔은 2020년 나고르노카라바흐 전쟁 내내 아르메니아를 이끌었다. 이 전쟁은 아르메니아, 자칭 아르차흐 공화국과 인접 국가인 아제르바이잔 사이에 계속되어 온 나고르노카라바흐 분쟁이 심각한 수준으로 격화된 폭력 사태였다. 2020년 11월 9일, 파시냔이 서명한 3자 휴전 협정으로 44일간의 전투 끝에 끝난 전쟁은 아르메니아 측에 상당한 인적, 물적 및 영토적 손실을 초래했다. 전쟁이 끝난 후, 파시냔은 러시아가 중재한 3자 휴전협정에 서명하면서 생긴 여파로 시위와 사임에 직면했다. 여러 차례 시위와 40명의 고위 군 장교들이 그의 사임을 요구하는 선언이 있었으나 (파시냔은 이를 쿠데타 시도롤 묘사했다), 파시냔은 정치에서 손을 떼라는 압박에 저항했다. 2021년 4월 25일, 파시냔은 조기 선거가 열릴 때까지 총리 대행직을 유지하겠다고 선언했지만, 6월에 조기 총선을 열 수 있도록 공식 사임을 발표했다. 파시냔의 소속 정당은 2021년 아르메니아 의회 선거에서 전체 표의 절반 이상을 획득하여 총선거에 최종 승리했다. 이후 총리직에 복귀하였다.